# Причард Колон
Причард Колон Мелендез (рођен 19. септембра 1992) је амерички боксер, почасни ВБЦ шампион света и освајач златне медаље на омладинском првенству Панамерике 2010. у категорији до 64 кг. Био је непоражен све до борбе са Терелом Вилијамсом на којој је задобио тешку повреду мозга и остао у трајном вегетативном стању.

## Професионална каријера
Колон је свој професионални деби имао 23. фебруара 2013. Његова прва борба била је против Гзавијеа Ла Салеа у Порторику. Колон је нокаутирао ЛаСала у првој рунди. Колон се истакао по свом немирном распореду. Борио се пет пута 2013. и 7 пута 2014. године. Његова најзапаженија борба догодила се 9. септембра 2015. када се борио против Вивијан Хариса, искуснијег борца. Борба је одржана у Торонту и завршила се тако што је Колон нокаутирао Хариса у четвртој рунди.
Дана 17. октобра 2015, Колон је требало да се бори са Терелом Вилијамсом у борби у Вирџинији. Борба првобитно није била део распореда, али је додата када је Андре Дирел изашао из борбе са Блејком Капарелом из медицинских разлога. Борба се одиграла само месец дана након Колонове последње борбе против Вивијан Харисом.

### Повреда мозга
Колон и Вилијамс су се борили девет рунди, у чему је изгледало да је Колон био испред у првих пет рунди. Током меча, Вилијамс је у
```
више наврата недозвољено ударио Колона песницом у потиљак. Колон је обавестио судију о недозвољеним ударцима у потиљак, на шта је судија одговорио: „Ви се побрините за то“. Колон је ниским ударцем погодио Вилијамса, за шта је Колон кажњен са 2 поена. После више недозвољених удараца, Колон је први пут у професионалној каријери срушен током девете рунде. Колон је разговарао са доктором поред ринга између рунди и рекао да му се врти у глави, али да може да настави.
[
5
]
```

Доктор поред ринга, Ричард Ешби, ослободио је Колона и дозволио да се борба настави. Колон је дисквалификован после девете рунде, када је његов корнер грешком скинуо рукавице мислећи да је то крај борбе. Колонов угао је тврдио да Причард има вртоглавицу. После туче, Колон је повраћао и одведен је у болницу где му је дијагностификовано крварење у мозгу. Као резултат тога, Колон је пао у кому 221 дан.

### Опоравак
Колон је лечен неколико недеља у болници у Вирџинији, али је на крају пребачен Атланту, Џорџија. Колон је премештен из болнице у дом своје мајке у Орланду на Флориди. Од априла 2017. Колон је остао у трајном вегетативном стању.
У 2017, родитељи Причарда Колона поднели су тужбу тражећи одштету у износу од више од 50 милиона долара. Тужба још није решена, а мајка Причарда Колона, Нивес Колон, верује да можда никада неће бити решена.
У интервјуу из септембра 2017, док је разговарао о својој улози у Колоновој повреди, Вилијамс је рекао: „Молим се за Причарда сваки дан. То се никада неће променити. Не желим му ништа осим мира и здравља. Нико не жели да се било коме деси оно што се десило Причарду. Сви боксери су браћа.” Вилијамс је сада углавном познат по својој улози у борби са Причардом, за разлику од каријере.
У јулу 2018, Колонова мајка је на свом Фејсбук налогу објавила снимак Колона на коме се види како узима физикалну терапију и одговара на вербалне команде. Такође је изјавила да је учио како да комуницира преко рачунара. Она наставља да поставља видео снимке Колоновог напретка на Јутјубу.

## Професионални боксерски рекорд
| 16 борби | 16 победа | 0 пораза |
| -------- | --------- | -------- |
| Нокаутом | 13        | 0        |
| Одлуком  | 3         | 0        |